# 阿爾塔馬哈公園
阿爾塔馬哈公園（英語：Altamaha Park）是位於美國喬治亞州格林縣（Glynn County）的一個非建制地區。該地的面積和人口皆未知。

## 地理
阿爾塔馬哈公園的座標為31°25′36″N 81°36′25″W / 31.42667°N 81.60694°W，而該地的平均海拔高度為4米（即13英尺）。